# Барышки (Ивановская область)
Бары́шки — деревня в Палехском районе Ивановской области.

Небольшая деревенька, поворот на которую никак не обозначен. Первоначально кажется, что это Богом забытое место, хотя Барышки находятся в нескольких километрах от районного центра. Узенькая дорога ведет к деревне, представляя собой накатанную колею, и лишь ближе к населённому пункту начинается небольшой участок дороги, выложенный бетонными плитами.
— Газета Призыв от 22.10.2009

## География
Находится в Раменском сельском поселении, в 2 км к северо-востоку от Палеха.Рядом проходит трасса Р152 (участок Палех — Заволжье).

## История
В 2005—2008 деревня входила в Подолинское сельское поселение.

## Население
| 1859 | 1905 | 2010 |
| ---- | ---- | ---- |
| 107  | ↗125 | ↘10  |